# Municipio de Vernon Center
El municipio de Vernon Center (en inglés: Vernon Center Township) es un municipio ubicado en el condado de Blue Earth en el estado estadounidense de Minnesota. En el año 2010 tenía una población de 262 habitantes y una densidad poblacional de 2,85 personas por km².

## Geografía
El municipio de Vernon Center se encuentra ubicado en las coordenadas 43°59′11″N 94°11′30″O / 43.98639, -94.19167. Según la Oficina del Censo de los Estados Unidos, el municipio tiene una superficie total de 91.96 km², de la cual 90,85 km² corresponden a tierra firme y (1,21 %) 1,11 km² es agua.

## Demografía
Según el censo de 2010, había 262 personas residiendo en el municipio de Vernon Center. La densidad de población era de 2,85 hab./km². De los 262 habitantes, el municipio de Vernon Center estaba compuesto por el 98,47 % blancos, el 0,76 % eran afroamericanos y el 0,76 % eran de una mezcla de razas. Del total de la población el 1,15 % eran hispanos o latinos de cualquier raza.